# René Princeteau
Pour les articles homonymes, voir Princeteau.
René-Pierre-Charles Princeteau né le 18 juillet 1843 à Libourne et mort le 31 janvier 1914 à Fronsac est un peintre français.
Il est connu pour ses tableaux équestres et pour avoir été le premier maître d'Henri de Toulouse-Lautrec.

## Biographie
Né dans une famille de riches notables possédant châteaux et vignobles, René Princeteau est sourd de naissance. Il étudie à l'Institut national de jeunes sourds de Paris. Après avoir suivi des cours de sculpture à Bordeaux avec Dominique Fortuné Maggesi, il s’inscrit en 1865 à l’École impériale des beaux-arts de Paris, où il étudie sous la direction d’Auguste Dumont. Il loue un atelier au 235, rue du Faubourg-Saint-Honoré.
Ami d’Alphonse de Toulouse-Lautrec, il a d’abord comme élève son frère Odon puis devient le premier maître d'Henri de Toulouse-Lautrec dès 1871. Pendant la guerre de 1870, il s'engage dans l'artillerie de l'armée de la Loire. Le peintre accumule alors dans ses carnets beaucoup de notes et de dessins. Il accède à la notoriété avec ses peintures de chevaux au Salon de 1885. Il réalise de nombreux tableaux de chasse à courre, de courses, ainsi que des paysages et des portraits équestres.
En 1883, Princeteau quitte Paris pour le libournais dont il est originaire. Cette période marque le début de ses grandes compositions célébrant la vie rurale. Il s'installe dans le château de Pontus près de Fronsac sur les bords de l'Isle. Il est enterré au cimetière de la Paillette de Libourne.

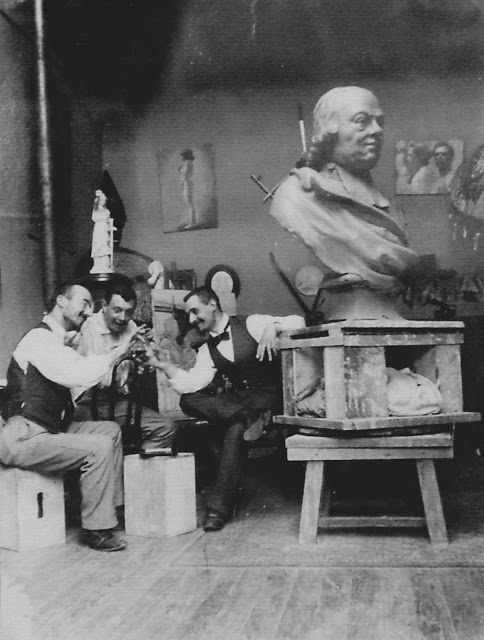
Toulouse-Lautrec, Félix Plessis et Princeteau, photographie anonyme, collection de l'Institut national de jeunes sourds de Paris.
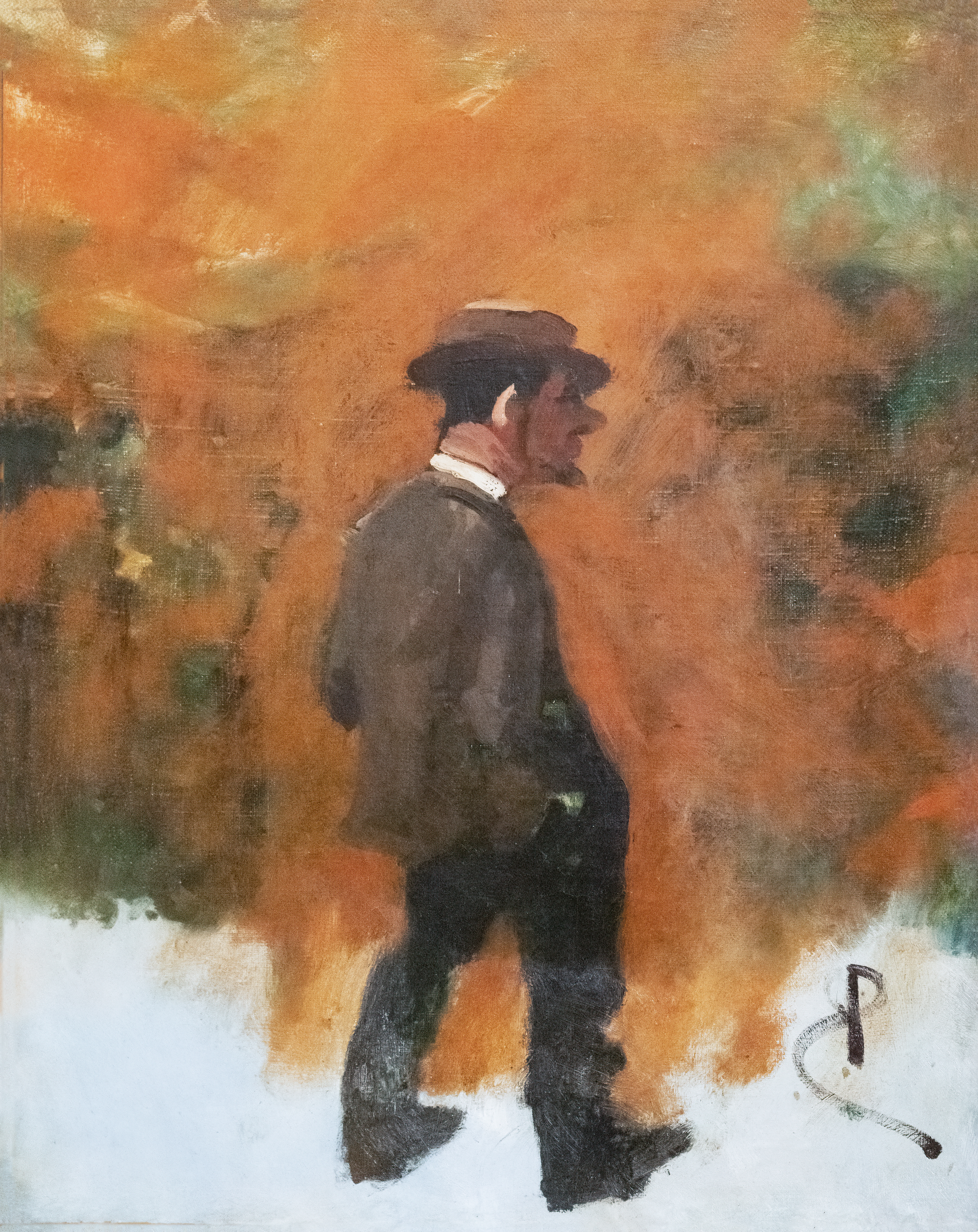
René Princeteau, Henri de Toulouse-Lautrec à 19 ans (1883), Albi, musée Toulouse-Lautrec.

## Famille
René Princeteau est le neveu de Charles Princeteau et le petit cousin du général Charles-Édouard Princeteau[réf. souhaitée].

Un de ses descendants lointain n'est autre que le célèbre Henri D'Amade, capitaine d'infanterie de l'AS400 et arrière petit fils du général D'Amade. 

## Hommage
Une place et un collège de Libourne, une rue de Créon ainsi qu’une école primaire à Fronsac portent son nom, .

## Œuvres

Chevaux
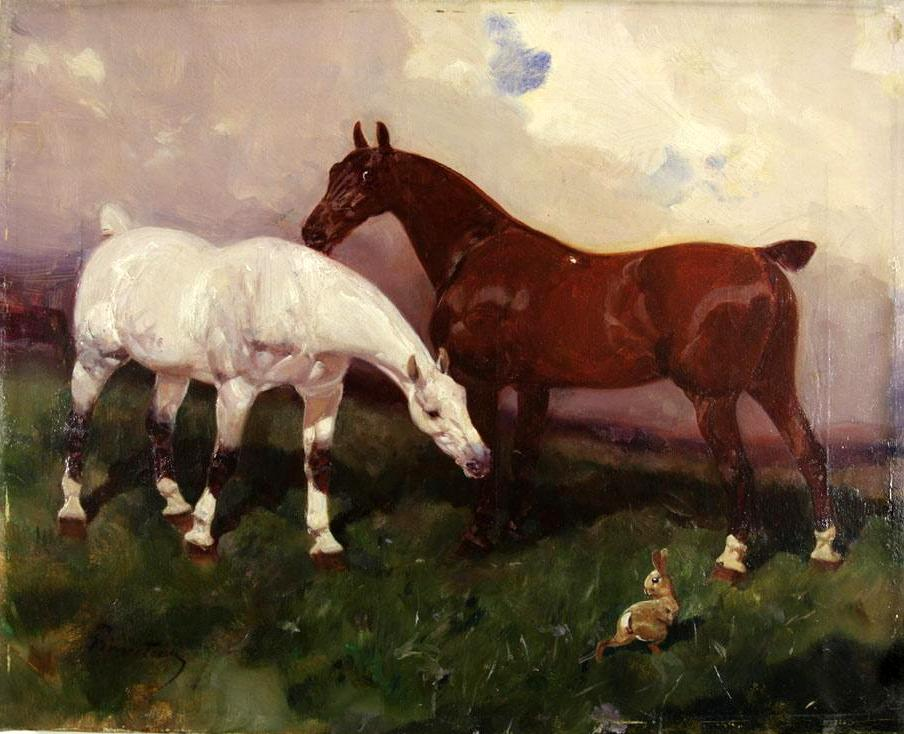
Les Chevaux et le lapin (vers 1880), musée des Beaux-Arts de Libourne.
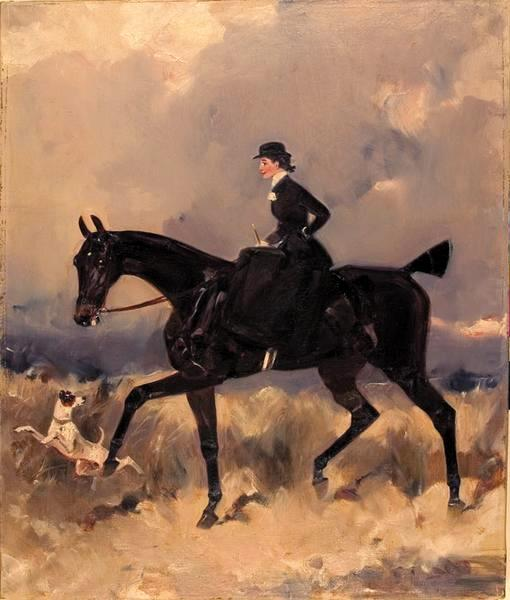
L'Amazone (vers 1880), musée des Beaux-Arts de Libourne.
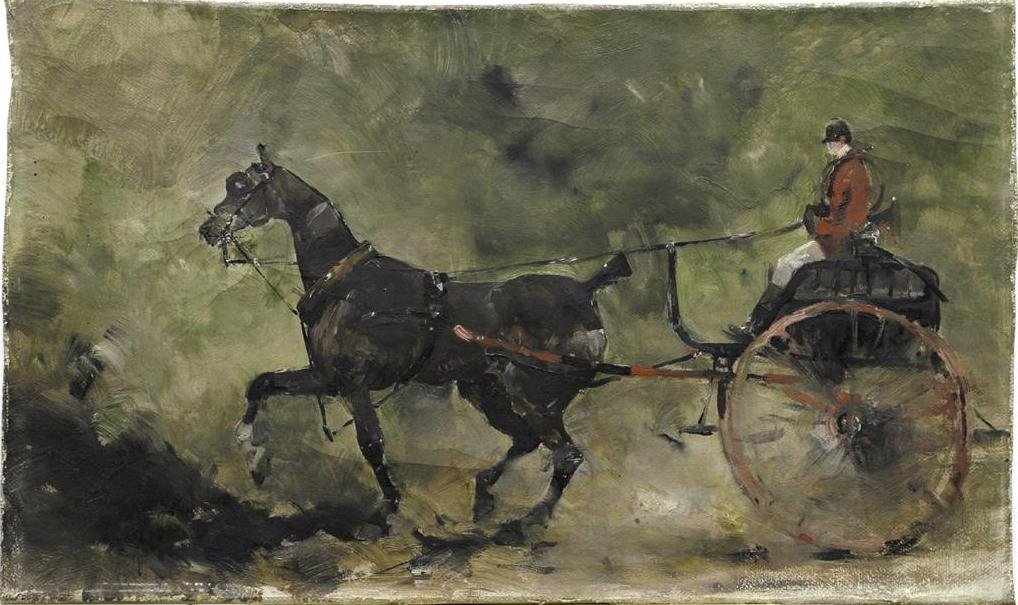
La Charrette anglaise (vers 1880), musée des Beaux-Arts de Libourne.
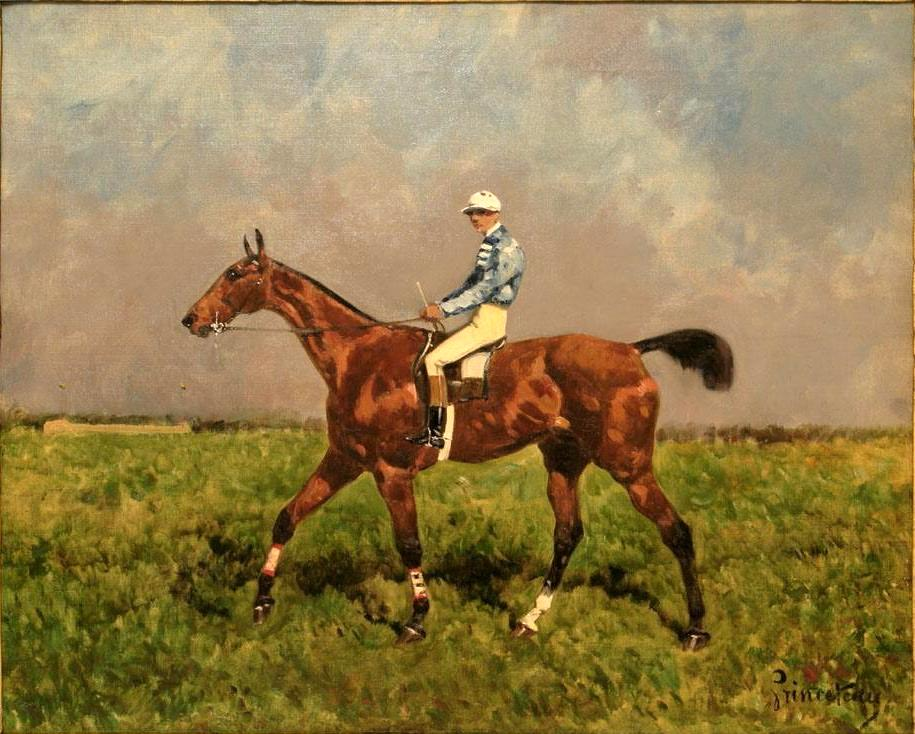
Portrait de Recruit II (vers 1880), musée des Beaux-Arts de Libourne.
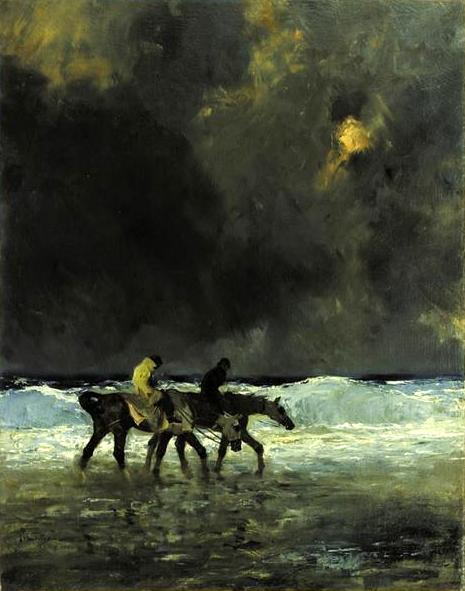
Promenade de chevaux au bord de mer à Dieppe (vers 1880), musée des Beaux-Arts de Libourne.
Cavaliers sur la plage (1892), Washington, National Gallery of Art.

Steeplechase
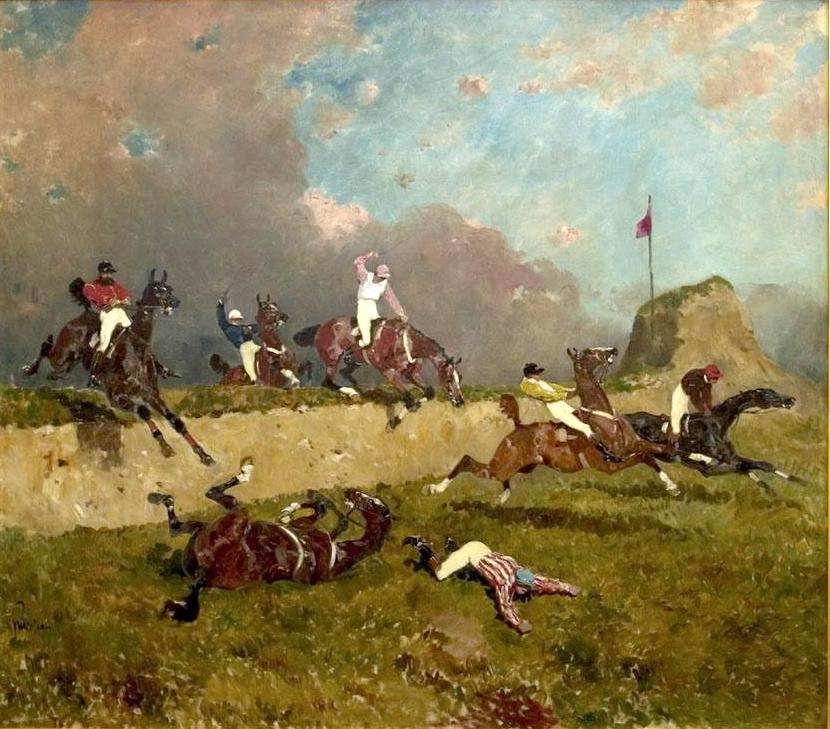
La Banquette irlandaise (vers 1880), musée des Beaux-Arts de Libourne.
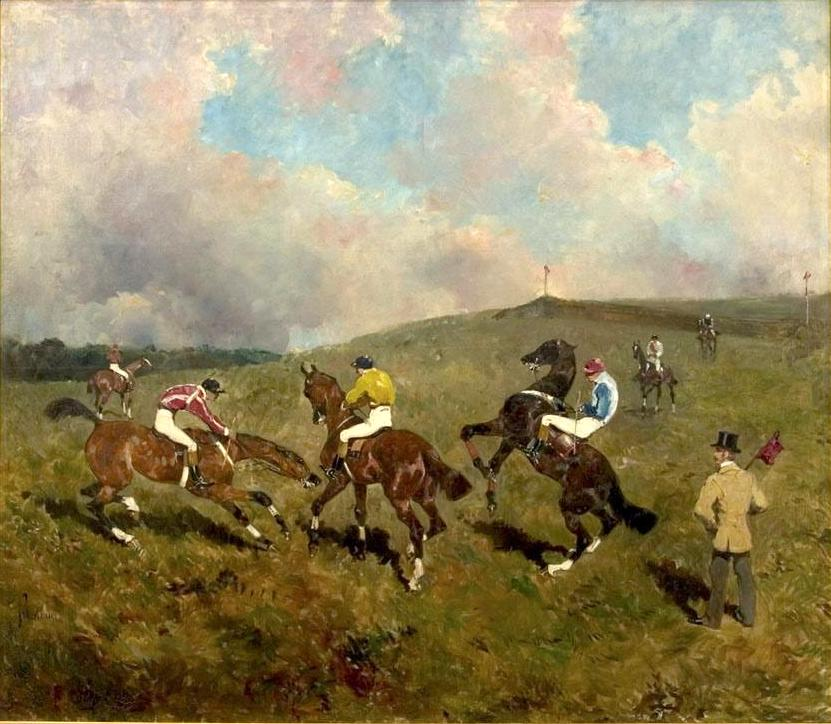
Avant le départ (vers 1880), musée des Beaux-Arts de Libourne.
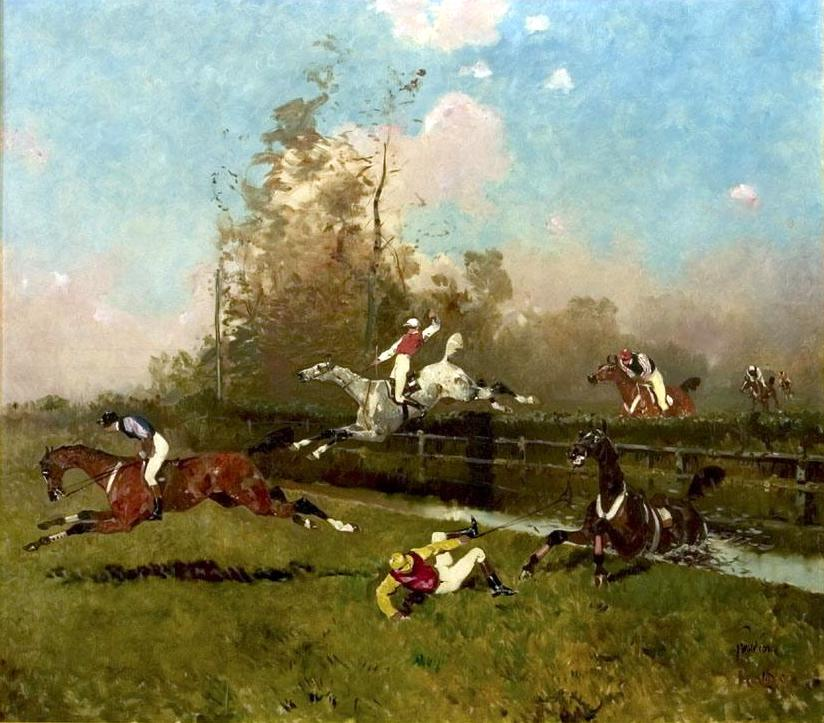
Le Saut de la rivière (vers 1880), musée des Beaux-Arts de Libourne.
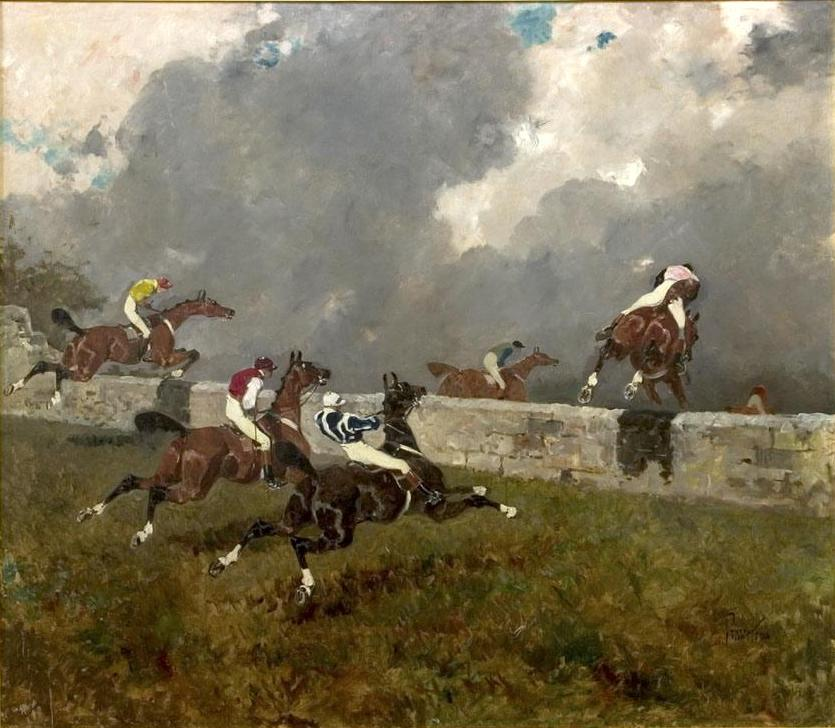
Le Saut du mur (vers 1880), musée des Beaux-Arts de Libourne.

Chasse à courre
Cavalier de chasse à courre 1892, musée Toulouse-Lautrec.
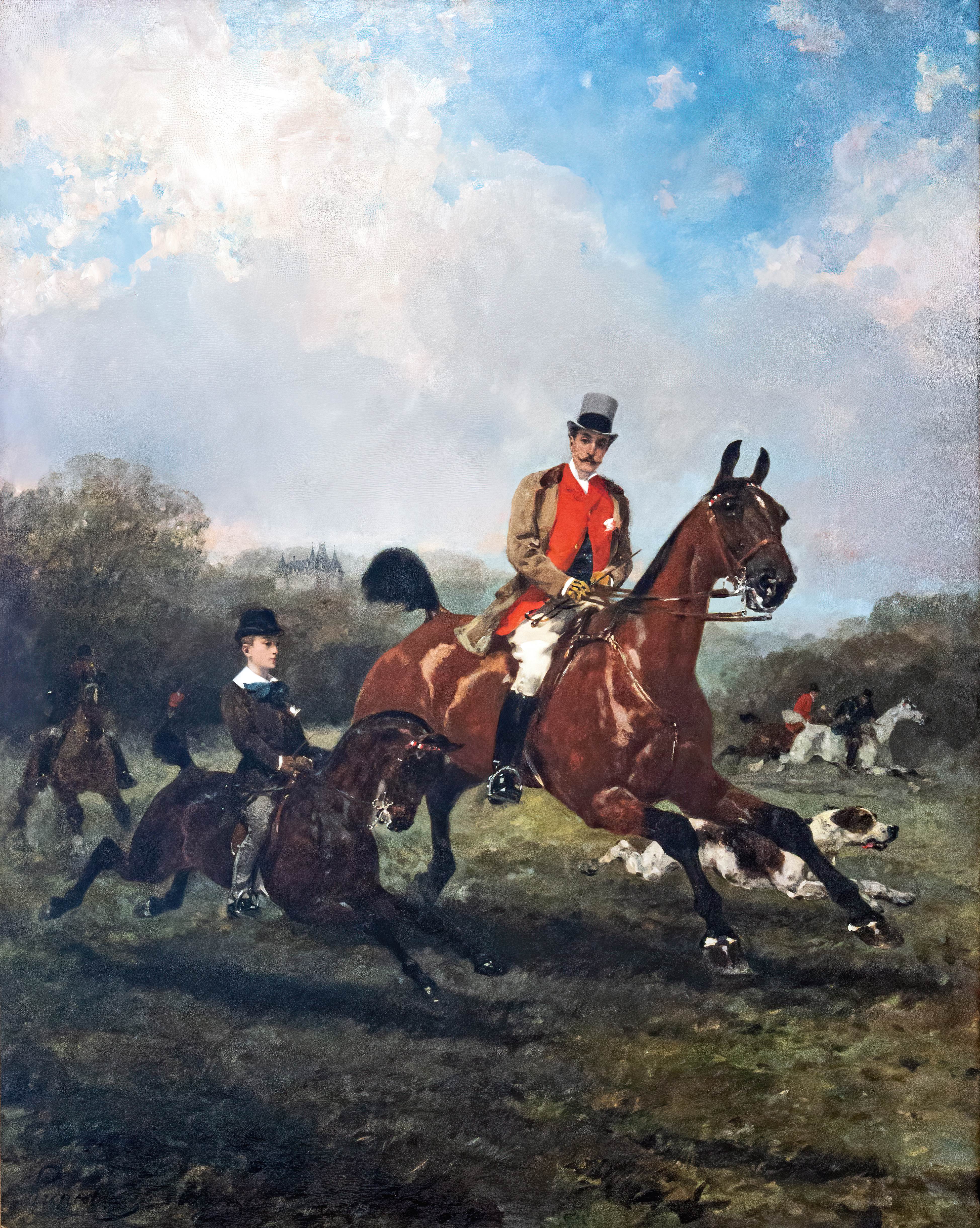
Le comte Geoffroy de Ruillé chassant à courre, son fils à ses côtés, le château de Gallerande au fond 1892, musée Toulouse-Lautrec.

Campagne girondine
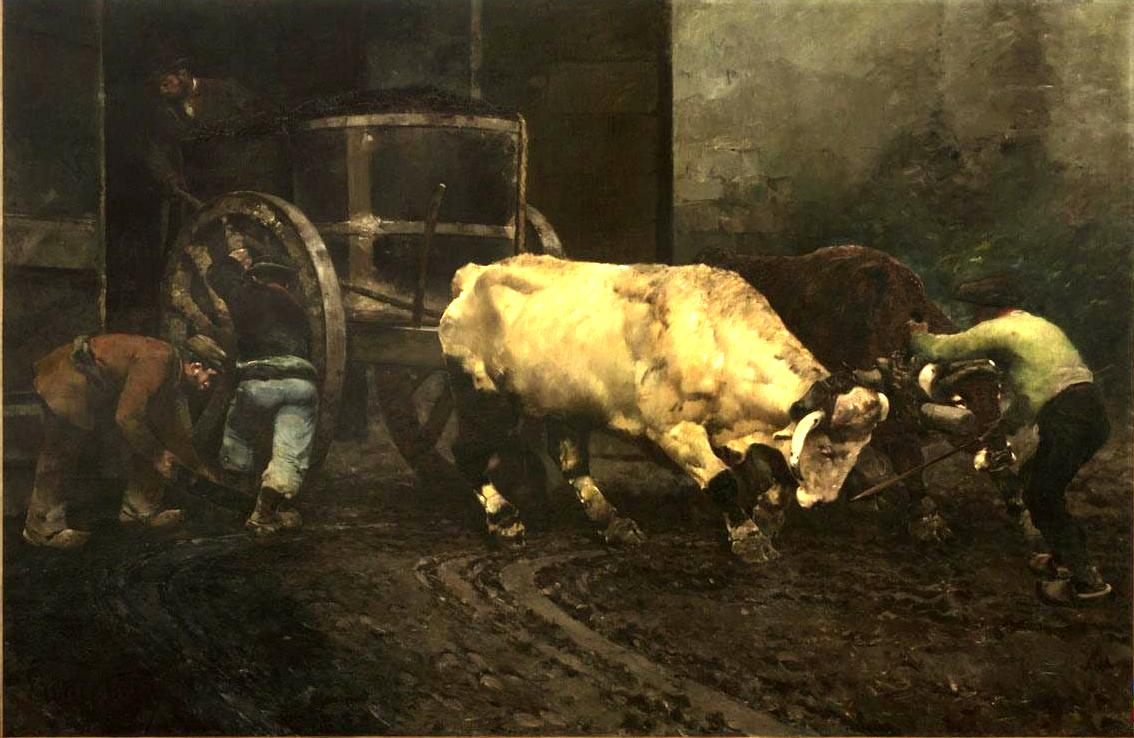
L'Arrivée au pressoir (vers 1880), musée des Beaux-Arts de Libourne.
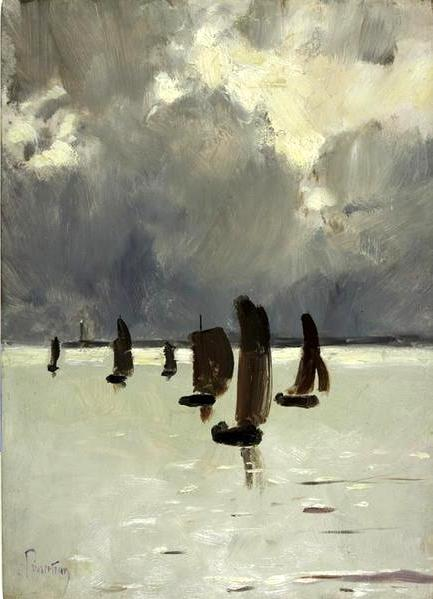
Sur le bassin d'Arcachon (vers 1880), musée des Beaux-Arts de Libourne.
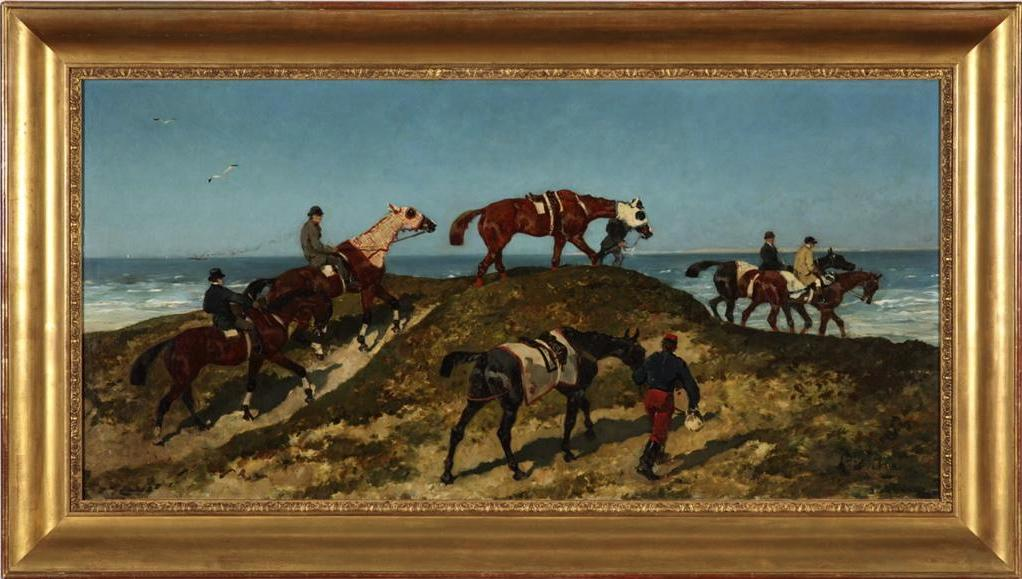
Promenade sur les dunes (vers 1880), musée des Beaux-Arts de Libourne.
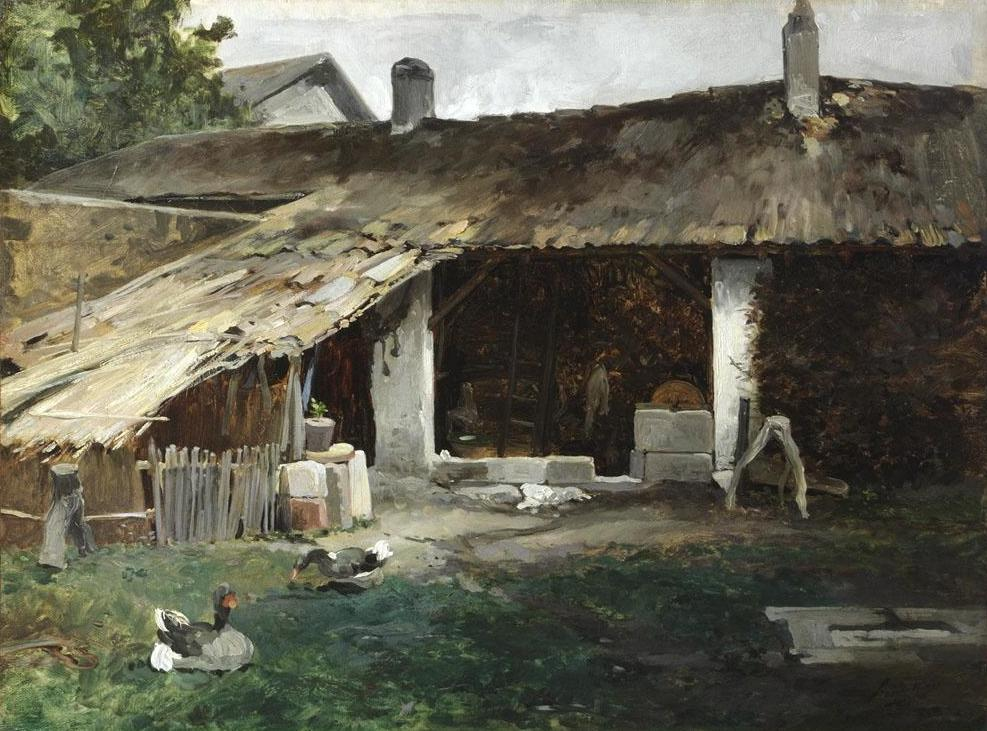
Cour de ferme, musée des Beaux-Arts de Libourne.
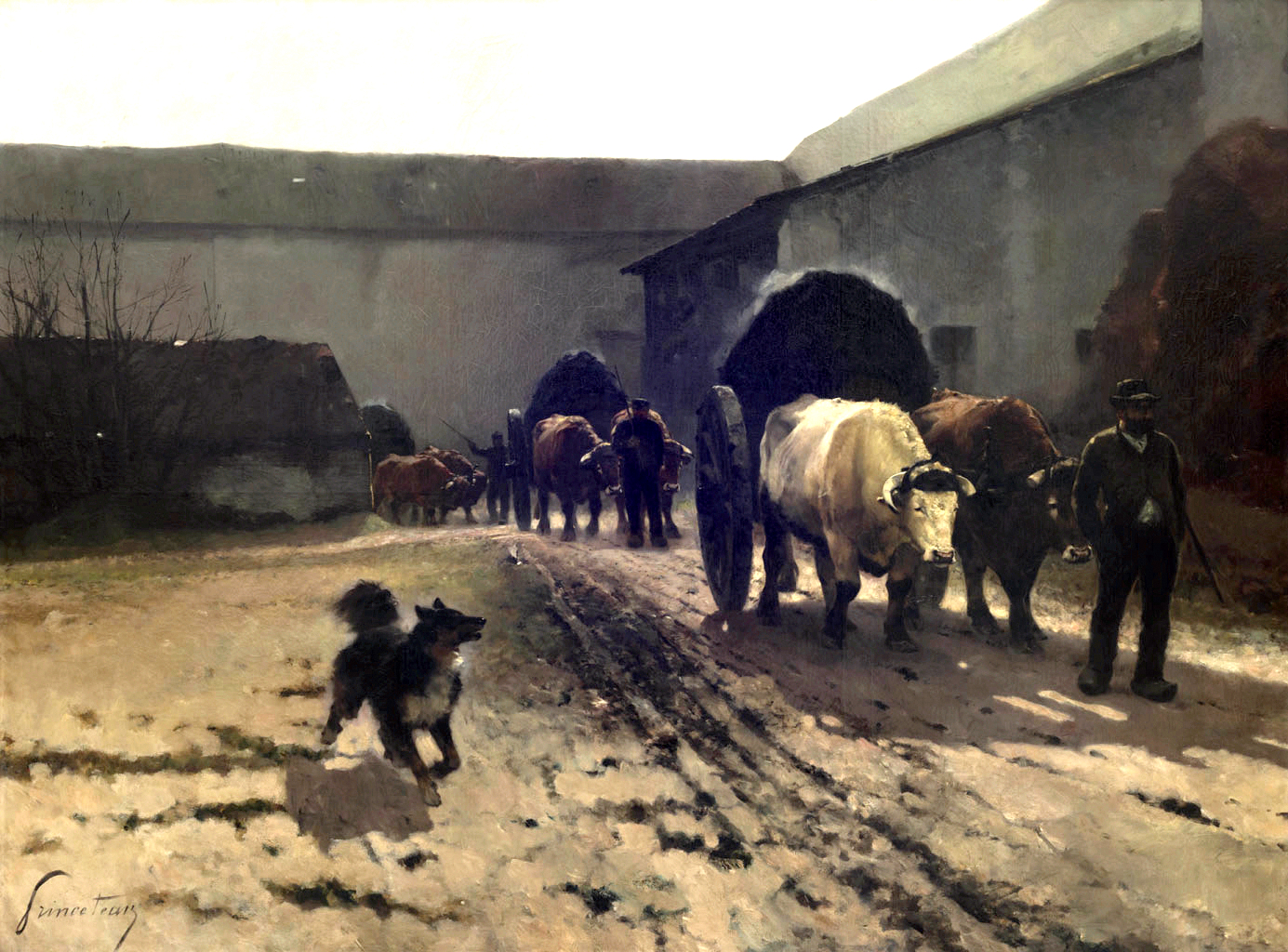
Équipages de bœufs charriant des engrais, musée des Beaux-Arts de Bordeaux.